# Aelita (film)
Pour les articles homonymes, voir Aelita.
Pour plus de détails, voir Fiche technique et Distribution.
Aelita (Аэлита) est un film de science-fiction soviétique muet de Iakov Protazanov, sorti en 1924. L'histoire s'inspire du roman éponyme d'Alexis Nicolaïevitch Tolstoï.

## Le contexte
Ce film soviétique s'inscrit dans un contexte historique bien particulier : la poursuite de la révolution de 1917, la mort de Vladimir Ilitch Lénine en janvier 1924 qui affirmait que le cinéma était de tous les arts le plus important, et les dernières années d'une avant-garde cinématographique bouillonnante en Union soviétique, avant que le cinéma soviétique ne soit mis davantage, dans la deuxième partie des années 1930, au service de la propagande, sous le régime de Staline puis soumis au jdanovisme artistique dans les années 1950.

## Synopsis
L'histoire débute en décembre 1921. Un mystérieux message est envoyé aux radios du monde entier, simplement trois mots : « Anta… Odeli… Uta… » que les spécialistes ne peuvent déchiffrer. Dans une station de Moscou, l'ingénieur Los et son collègue et voisin l'ingénieur Spiridonov reçoivent ce message. On apprend ensuite qu'ils élaborent en secret les plans d'un vaisseau spatial. Ce message plonge l'ingénieur Loss dans des rêves martiens où apparaissent la reine Aelita, son prétendant Gor (maître de l'énergie), sa servante Ihochka et son père Touskoub qui dirige en fait l'État totalitaire martien.
Sur Terre, on suit la femme de Los, Natacha qui travaille dans un centre d'accueil des réfugiés. Elle y croise Goussev, un sympathique soldat de l'Armée rouge, et un couple d'anciens bourgeois opportunistes : Ehrlich et sa femme Elena. Ceux-ci parviennent en mentant et manipulant un ancien prétendant d'Elena, Spiridonov, à s'installer dans l'immeuble où vit Loss, et même dans son atelier. Ehrlich, devenu fonctionnaire, trafique, vole du sucre et tente de séduire Natacha alors que sa femme Elena soutire à Spiridonov de nombreux cadeaux. Les policiers n'arrivent pas à confondre Ehrlich mais un homme, Kravstov, que la police refuse d'engager décide de mener l'enquête seul. Pendant ce temps, Los, que la jalousie gagne, continue de se perdre dans ses rêves martiens,,.
Sur Mars, Aelita convainc Gor de lui montrer des images de la Terre, mais Gor craint Touskoub qui ne veut pas qu'Aelita ait accès au télescope. Elle y parvient grâce à sa servante Ihochka. Elle y découvre un humain, Los, dont elle tombe amoureuse. Gor, jaloux, détruit le télescope. On assiste à la mise en hibernation par les soldats d'un tiers des travailleurs martiens qui ne sont plus utiles. Ceux-ci vivent en permanence dans des caves.
Dans l'immeuble, Ehrlich se fait de plus en plus pressant auprès de Natacha qui accepte de le suivre dans un bal clandestin. Jaloux et déçu, Los quitte Moscou pour quelques mois pour aller travailler sur un chantier. Alors que la situation s'améliore en Russie, le centre d'accueil des réfugiés ferme, le soldat Goussev se marie avec une infirmière du centre et Natacha travaille désormais dans un orphelinat. Spiridonov annonce à Los dans une lettre qu'il quitte la Russie et qu'il a caché les plans du vaisseau dans le manteau de la cheminée.
De retour du chantier, alors qu'il revient avec un bouquet de fleurs, il croit voir sa femme avec Ehrlich et dans un accès de jalousie, lui tire dessus. Il rêve alors qu'il se déguise en Spiridonov. Il assiste à l'enterrement de sa femme, récupère les plans du vaisseau et décide de le faire construire. Il quitte la Terre un jour de fête nationale en compagnie du soldat Goussev, et de Kravstov qui cherche à l'arrêter pour le meurtre de Natacha et se retrouve sans le vouloir dans l'expédition.
Le trio arrive sur la planète Mars ; accueilli en cachette par Aelita, il est découvert et arrêté. Goussev et Loss poussent le peuple martien opprimé à se révolter contre Touskoub et les « anciens ». Aelita prend la tête de la révolte. Mais la reine veut en fait le pouvoir pour elle seule et trahit la révolution dès la proclamation de la victoire, en demandant aux soldats de tirer sur les rebelles. Dégoûté, Loss revient sur Terre, découvre le mystère du message radio et retrouve sa femme, qu'en fait il avait ratée. Le film se conclut par l'image du couple réconcilié devant une cheminée et la destruction des plans de cette fusée dans la cheminée.

## Fiche technique
- Réalisateur : Iakov Protazanov[2]
- Scénario : Fedor Ozep d'après Alexis Nicolaïevitch Tolstoï
- Musique originale : Alexander Rannie, s'apparentant à une musique électroacoustique[4] inspirée de thèmes de Sergueï Prokofiev[5]
- Photographie : Emil Schünemann et Youri Jeliaboujski
- Décors : Isaac Rabinovitch et Viktor Simonov[2]
- Costumes : Alexandra Exter[2]
- Studio de production : Mejrabpom
- Pays de production :  Union soviétique
- Langue originale : russe
- Format : Noir et blanc — muet (intertitres en russe)
- Genre : film de science-fiction
- Durée : 113 minutes
- Dates de sortie :
  - Union soviétique : 25 septembre 1924
  - France : 17 octobre 1925 (Paris)

## Distribution
- Ioulia Solntseva : la reine Aelita
- Igor Ilinski : Kravtsov
- Nikolai Tseretelli (ru) : Los et Spiridonov
- Nikolaï Batalov :	Goussev
- Valentina Kuindji : Natacha
- Iouri Zavadski : Gor
- Konstantin Eggert : Touskoub
- Pavel Pol : Ehrlich
- Vera Orlova : Macha
- Mikhaïl Jarov : un paysan

## Autour du film
- Les décors sont issus du courant du Constructivisme.
- Hors compétition Festival international du film fantastique d'Avoriaz 1973.